# حیدر علی عابدی
حیدر علی عابدی، چهرهٔ سیاسی اصلاح طلب، و نمایندهٔ سابق مردم در حوزه انتخابیه اصفهان و ورزنه در دورهٔ دهم مجلس شورای اسلامی است. وی استاد دانشگاه در حوزه پرستاری، با سوابق علمی و پژوهشی برجسته، و از شاخص‌ترین حامیان احیای زاینده‌رود و اجرای طرح‌های آب‌رسانی به‌شمار می‌رود. طرح اولیه تبدیل شهرستان اصفهان به ۵ شهرستان را با پافشاری و قاطعیت در وزارت کشور به تصویب رساند. تشکیل این شهرستان‌ها را که از آرزوهای دیرینه مردم شرق اصفهان بودند را دنبال کرد و با هماهنگی بین نمایندگان شهرستان و وزارت کشور موفقیت بی‌نظیری را برای دوران نمایندگی خود رقم زد. چون در ۴۰ سال قبل از ایشان نمایندگان موفق به اخذ به مصوبه ۵ شهرستان نشده بودند ولی ایشان توانست این مصوبه را از وزارت کشور بگیرد تا بعد مسیر عادی خود را در هیئت دولت طی نماید ، این شهرستان ها عبارتند از شهرستان کوهپایه، شهرستان هرند، شهرستان ورزنه، و شهرستان جرقویه که به شهرستان اصفهان با یک بخش مرکزی اضافه شدند

## نماینده اصفهان در مجلس دهم
او از سوی کارگروه استان‌های شورای عالی سیاست‌گذاری انتخاباتی اصلاح‌طلبان، در فهرست نهایی نامزدان ائتلاف فراگیر اصلاح طلبان: گام دوم برای انتخابات دوره دهم مجلس شورای اسلامی قرار گرفت و با کسب ۱۷۹٬۲۳۰ رأی از مجموع ۶۷۱٬۴۷۱ رای مردم شهر اصفهان به دوره دهم مجلس شورای اسلامی راه یافت.
حیدر علی عابدی یکی از معدود نمایندگان اصفهانی است که با قاطعیت به دنبال اجرای طرح‌های انتقال آب بهشت آباد و کوهرنگ ۳ است واجرای این دو طرح را بدهی دولت به مردم اصفهان می‌داند.
این نماینده مجلس از سوی دیگر با اجرای طرح انتقال آب شهرستان بن به بروجن در استان چهار محال بختیاری به شدت مخالفت می‌کند و معتقد است، این انتقال آب از حوضه آبریز زاینده رود به کارون حداقل منابع آب زاینده رود و حقابه‌های آبی کشاورزان شرق اصفهان را نابود می‌کند.

## تحصیلات، سوابق و فعالیت‌ها[۵][۶]
وی دارای مدرک دکتری پرستاری از دانشگاه ولز انگلستان و دارای مرتبه استادی است.

### مهم‌ترین سوابق و فعالیت‌ها
- راه‌اندازی مرکز رسیدگی به مصدومین شیمیایی استان اصفهان
- راه اندازی PhD پرستاری در اصفهان (بعنوان رئیس دانشکده پرستاری و مامایی دانشگاه علوم پزشکی اصفهان)
- راه اندازی دوره مشترک PhD پرستاری با دانشگاه کارولینسکا و اصفهان (بعنوان رئیس دانشکده پرستاری و مامایی دانشگاه علوم پزشکی اصفهان)
- اقدامات کشوری بعنوان قائم مقام اداره کل پرستاری کشور در سال ۱۳۶۸
- اختراع بالابر بیمار
- ارائه نظریه پرستاری اعتقادی با الهام از فلسفه اسلامی در فرهنگ ایران
- رئیس اولین مرکز رسیدگی به جانبازان شیمیایی استان اصفهان
- عضو مؤسس انجمن پرستاری ایران
- پژوهشگر برتر دانشگاه آزاد اسلامی در سال ۸۹
- معاون علوم پزشکی دانشگاه آزاد اسلامی (واحد اصفهان-خوراسگان)
- بنیانگذاری آموزش روش تحقیق کیفی در پرستاری و سازماندهی و آموزش یک تیم مجرب و اجرای کارگاه‌های روش تحقیق کیفی در حد اقل ۳۰ دانشگاه کشور